# Kinderzentrum München

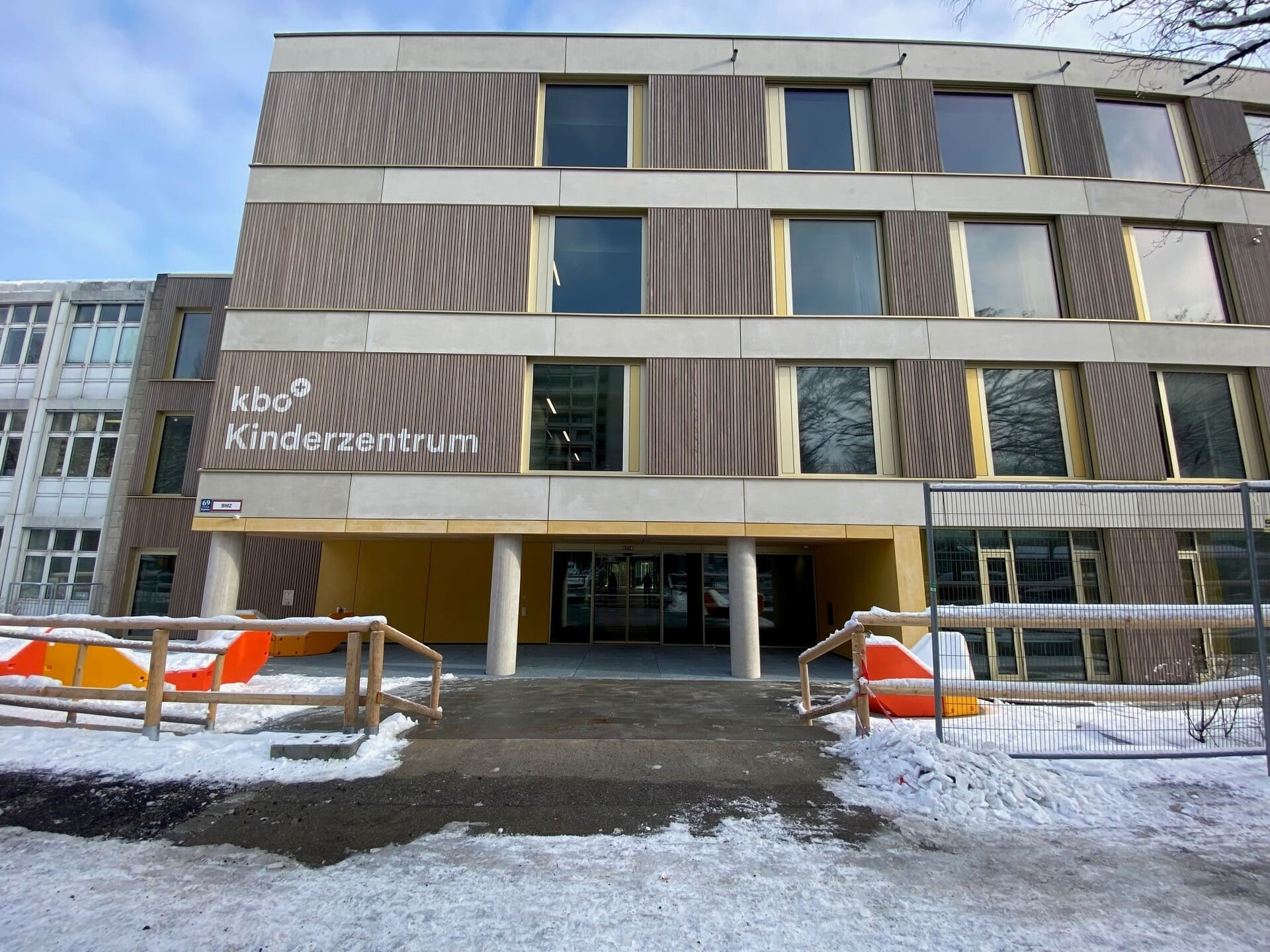
Januar 2024

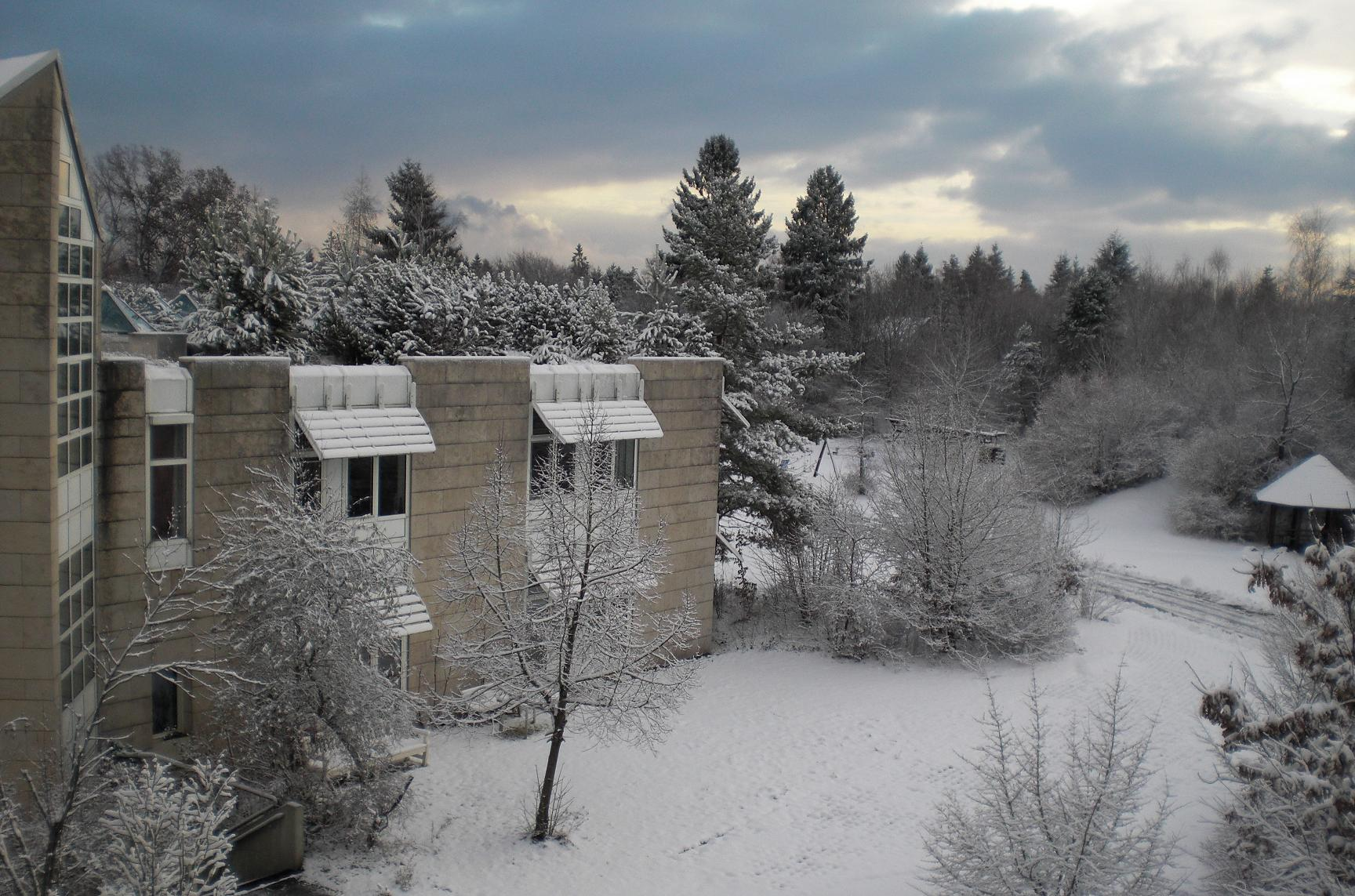
Das Kinderzentrum München mit Sicht zum Garten

Das Kinderzentrum München ist Sozialpädiatrisches Zentrum als auch Fachklinik für Sozialpädiatrie und Entwicklungsrehabilitation. Es vereint Fachleute aus Sozialpädiatrie, Kinderheilkunde, Kinderneurologie, Psychologie, Genetik, Pädaudiologie unter einem Dach und ist spezialisiert auf die frühe Diagnostik und Therapie von Entwicklungsstörungen und Behinderungen.

## Geschichte
1968 wurde das Kinderzentrum von Theodor Hellbrügge gegründet. Aufgrund seiner jahrzehntelangen Forschungen der kindlichen Entwicklung wurden neue Erkenntnisse gewonnen für die Frühdiagnostik, Frühtherapie und frühe soziale Eingliederung mehrfach und verschiedenartig behinderter Kinder. Mit der Gründung des Kinderzentrums München sollte eine Lücke geschlossen werden, die dringend notwendig wurde für die Versorgung von Kindern mit besonderen Bedürfnissen. Viele Jahre lang waren die verschiedenen Einrichtungen des Kinderzentrums in der Stadt verteilt. Die Ambulanz befand sich in der Lindwurmstraße, die Klinik in Nymphenburg, die Kindergärten und Schulen in Sendling und im Olympiazentrum. Nach langem Ringen mit den zuständigen Ministerien und Behörden konnte Hellbrügge einen Neubau in Großhadern durchsetzen und es entstand in der Heiglhofstraße ein 1987 fertiggestellter moderner Gebäudekomplex, in dem sämtliche Einrichtungen vereint wurden. Hellbrügge war bis zu seiner Emeritierung 1990 Direktor des Kinderzentrums. In dieser Zeit entstanden nach dem Modell des Kinderzentrums München zahlreiche Tochterzentren in Deutschland und in aller Welt.
Der Nachfolger als Ärztlicher Direktor des Kinderzentrums München wurde im Jahre 1990 Hubertus von Voß. Er baute das Kinderzentrum weiter aus und leitete es bis zu seiner Emeritierung im Jahre 2008. Von 2008 bis 2009 war Kurt Vock der Ärztliche Direktor, von 2009 bis 2011 leitete Michael-Andor Marton das Kinderzentrum kommissarisch und seit 2012 ist Volker Mall, Lehrstuhlinhaber für Sozialpädiatrie, der neue Ärztliche Direktor.
Im Laufe der Jahre fanden immer wieder große Veränderungen statt. So wurden der Montessori-Kindergarten und die Montessori-Schulen mit Heilpädagogischer Tagesstätte ausgegliedert und werden jetzt von einem Förderverein getragen. Ebenso ausgegliedert wurde die Deutsche Akademie für Entwicklungsförderung und Gesundheit des Kindes und Jugendlichen e. V. Das Kinderzentrum selbst wurde im Jahre 2009 im Zuge der Umstrukturierung der Einrichtungen des Bezirks Oberbayern in eine gemeinnützige GmbH umgewandelt.

## Das kbo-Kinderzentrum München heute
Die Kinderzentrum München gemeinnützige GmbH besteht aus dem Sozialpädiatrischen Zentrum (Ambulanz) und der Fachklinik für Sozialpädiatrie und Entwicklungsrehabilitation. Das Tochterunternehmen der Kliniken des Bezirks Oberbayern - kbo hat 2011 ein neues Gesicht bekommen und heißt nun kbo-Kinderzentrum München. Das Direktorium besteht aus Christoph Decho als Geschäftsführer, Volker Mall als Ärztlichem Direktor und Ute Schmitz als Pflegedirektorin.

## Facheinrichtungen
Das Sozialpädiatrische Zentrum, die Ambulanz, ist die größte spezialisierte Diagnostik- und Therapieambulanz in Deutschland und behandelt mehr als 11.000 Kinder im Jahr. Die Aufgaben umfassen die systematische entwicklungspädiatrische und entwicklungspsychologische Untersuchung, die Erarbeitung von Behandlungsplänen und die Begleitung der Kinder und ihrer Familien.
In der Fachklinik für Sozialpädiatrie und Entwicklungsrehabilitation, die aus 40 Betten besteht (Kinder- und Eltern-Kind-Stationen) werden Kinder behandelt, die aufgrund schwerer wiegender Störungen und wegen der vielfachen Belastungen, die dadurch entstehen, einen stationären Aufenthalt benötigen. Oftmals braucht nicht nur das Kind, sondern auch die Eltern oder sogar die gesamte Familie fachliche Unterstützung und Begleitung.

## Kooperation
In Kooperation mit der Kinderklinik München-Schwabing betreibt das kbo-Kinderzentrum München auch am Standort Schwabing ein Sozialpädiatrisches Zentrum (SPZ).
Das Kinderzentrum München kooperiert zum optimalen Austausch zwischen medizinischer Forschung und Praxis mit dem Lehrstuhl für Sozialpädiatrie an der TU München, dem einzigen Lehrstuhl für Sozialpädiatrie in Deutschland. Der Ärztliche Direktor des Kinderzentrums ist gleichzeitig Lehrstuhlinhaber.
Als Kooperationspartner des kbo-Kinderzentrum München widmet sich die Theodor-Hellbrügge-Stiftung der Verbreitung der im kbo-Kinderzentrum München erarbeiteten Programme der Frühdiagnostik, Frühtherapie und frühen sozialen Eingliederung, der Aus-, Fort- und Weiterbildung von Fachkräften im In- und Ausland, der Förderung des Aufbaus neuer Kinderzentren sowie der Förderung von Lehre und Forschung auf dem Gebiet der Entwicklungsrehabilitation.